# Prague Studios
Prague Studios, s.r.o. je česká společnost provozující filmové ateliéry v Praze 18 Letňanech. Od jejího založení v roce 2000 zde produkce natočily desítky zahraničních celovečerních filmů, seriálů a stovky reklam. V roce 2018 byly postaveny další dva ateliéry s kancelářemi. V současné době[kdy?] disponuje společnost šesti zvukovými ateliéry a ve výstavbě je sedmý STAGE 7, který bude vybaven technologií LED VOLUME s kancelářemi a zázemím. Dále je k dispozici samostatně stojící kancelářská budova a tři skladové prostory a dílny. K dispozici je Backlot, prostor pro výstavbu kulis za účelem natáčení v exteriéru o velikosti 10 ha. 
Prague Studios řídí v Praze Jindřich Güttner, zastoupení v USA řídí Tomáš Krejčí z Los Angeles.

## Filmy a TV pořady natočené v Prague Studios
- Duna (2000)[1]
- Deník Anne Frankové (2001)[1]
- Opičí král (2001)[1]
- Blade II (2002)[1]
- xXx (2002)[1]
- Děti Duny (2002)[1]
- Hitler: Vzestup zla (2003)[1]
- Van Helsing (2004)[1]
- Vetřelec vs. Predátor (2004)[1]
- Hellboy (2004)[1]
- Zběsilý útěk (2006)[1]
- Edith Piaf (2007)[1]
- Rudý baron (2008)[1]
- Wanted (2008)[1]
- Paříž 36 (2008)[1]
- Red Tails (2012)[1]
- Zakázaná říše (2014)[1]
- Bang Bang! (2014)[1]
- Krásno (2014)[1]
- Jen my víme kde (2015)[1]
- Underworld: Blood Wars (2016)
- The Adventurers (2017)
- Britannia (2018)
- Lore (2018)
- Haunted (2018)
- Nadace (2021)[1]